# První konstantinopolský koncil
První konstantinopolský koncil (květen – 9. červenec 381), který většina církví uznává jako druhý ekumenický koncil, svolal císař Theodosius I., aby podpořil Nicejské vyznání a vypořádal se po půlstoletí rozporů s ariánskou kontroverzí. Koncil krom toho Nicejské vyznání doplnil o další věroučné výroky týkající se božství Ducha svatého.
Roku 380 se císařové Gratianus a Theodosius I. rozhodli svolat koncil, který by se postavil stále silnému ariánství a který by také rozhodl v případu konstantinopolského biskupa Maxima Kynika. Koncil se sešel v květnu následujícího roku a zúčastnilo se ho 150 biskupů, všichni z východní části říše.
Koncilu postupně předsedali Timotheos I. z Alexandrie, Melétios z Antiochie, Grégorios z Nazianzu a Nektarios. Koncil zvolil Grégoria (Řehoře) Naziánského konstantinopolským patriarchou, ten však několik měsíců nato rezignoval a uvolnil toto místo Nektariovi.
Maximos byl odsouzen a Melétios z Antiochie ustanovil za biskupa Konstantinopole Grégoria z Nazianzu. Po Melétiově náhlém úmrtí předsedal Grégorios koncilu až do příjezdu Acholia, který měl předložit požadavky papeže. Ten požadoval, aby byl Maximos poslán do exilu a aby koncil zakázal přesunu biskupů z jednoho místa na druhé. Když však dorazil na koncil Timotheos z Alexandrie, označil ustanovení Grégoria konstantinopolským biskupem za neplatné. Grégorios rezignoval na svůj úřad a za konstantinopolského biskupa byl zvolen Nektarios, dosud katechumen.
Koncil schválil čtyři disciplinární kánony. První z nich je namířen proti ariánství a různým ariánským sektám. Druhý omezuje moc biskupů na území jejich diecéze. Třetí kánon ustanovuje konstantinopolský biskupský stolec na druhé místo co do cti a důstojnosti. Poslední z těchto kánonů odsuzuje Maxima a jeho následovníky. Tři z těchto kánonů měly oslabit pozici Alexandrie. Pátý a šestý kánon přijala synoda, která se sešla v Konstantinopoli roku 382. Sedmý kánon je vytržen z listu, který konstantinopolská církev poslala Martyriovi z Antiochie.